# The Purple Album
The Purple Album je dvanácté studiové album anglické rockové skupiny Whitesnake. Vydáno bylo v dubnu roku 2015 společností Frontiers Records. Obsahuje nové verze písní, které zpěvák kapely David Coverdale nahrál v sedmdesátých letech jako člen skupiny Deep Purple. Toto bude poslední album skupiny po posledním turné Farewall Tour.

## Seznam skladeb
| Pořadí | Název                     | Autor                                                                 | Původní album              | Délka |
| ------ | ------------------------- | --------------------------------------------------------------------- | -------------------------- | ----- |
| 1.     | Burn                      | Ritchie Blackmore, David Coverdale, Glenn Hughes, Jon Lord, Ian Paice | Burn (1974)                | 6:56  |
| 2.     | You Fool No One           | Blackmore, Coverdale, Hughes, Lord, Paice                             | Burn                       |       |
| 3.     | Love Child                | Tommy Bolin, Coverdale                                                | Come Taste the Band (1975) | 4:13  |
| 4.     | Sail Away                 | Blackmore, Coverdale                                                  | Burn                       | 4:53  |
| 5.     | The Gypsy                 | Blackmore, Coverdale, Hughes, Lord, Paice                             | Stormbringer (1974)        | 5:29  |
| 6.     | Lady Double Dealer        | Blackmore, Coverdale                                                  | Stormbringer               | 3:59  |
| 7.     | Mistreated                | Blackmore, Coverdale                                                  | Burn                       | 7:39  |
| 8.     | Holy Man                  | Coverdale, Hughes, Lord                                               | Stormbringer               | 4:42  |
| 9.     | Might Just Take Your Life | Blackmore, Coverdale, Hughes, Lord, Paice                             | Burn                       | 4:14  |
| 10.    | You Keep On Moving        | Coverdale, Hughes                                                     | Come Taste the Band        | 5:06  |
| 11.    | Soldier of Fortune        | Blackmore, Coverdale                                                  | Stormbringer               | 3:18  |
| 12.    | Lay Down Stay Down        | Blackmore, Coverdale, Hughes, Lord, Paice                             | Burn                       | 3:52  |
| 13.    | Stormbringer              | Blackmore, Coverdale                                                  | Stormbringer               | 5:17  |

## Obsazení
- David Coverdale – zpěv
- Reb Beach – kytara, doprovodné vokály
- Joel Hoekstra – kytara, doprovodné vokály
- Michael Devin – baskytara, harmonika, doprovodné vokály
- Derek Hilland – klávesy
- Tommy Aldridge – bicí, perkuse